# Katakomben von Odessa

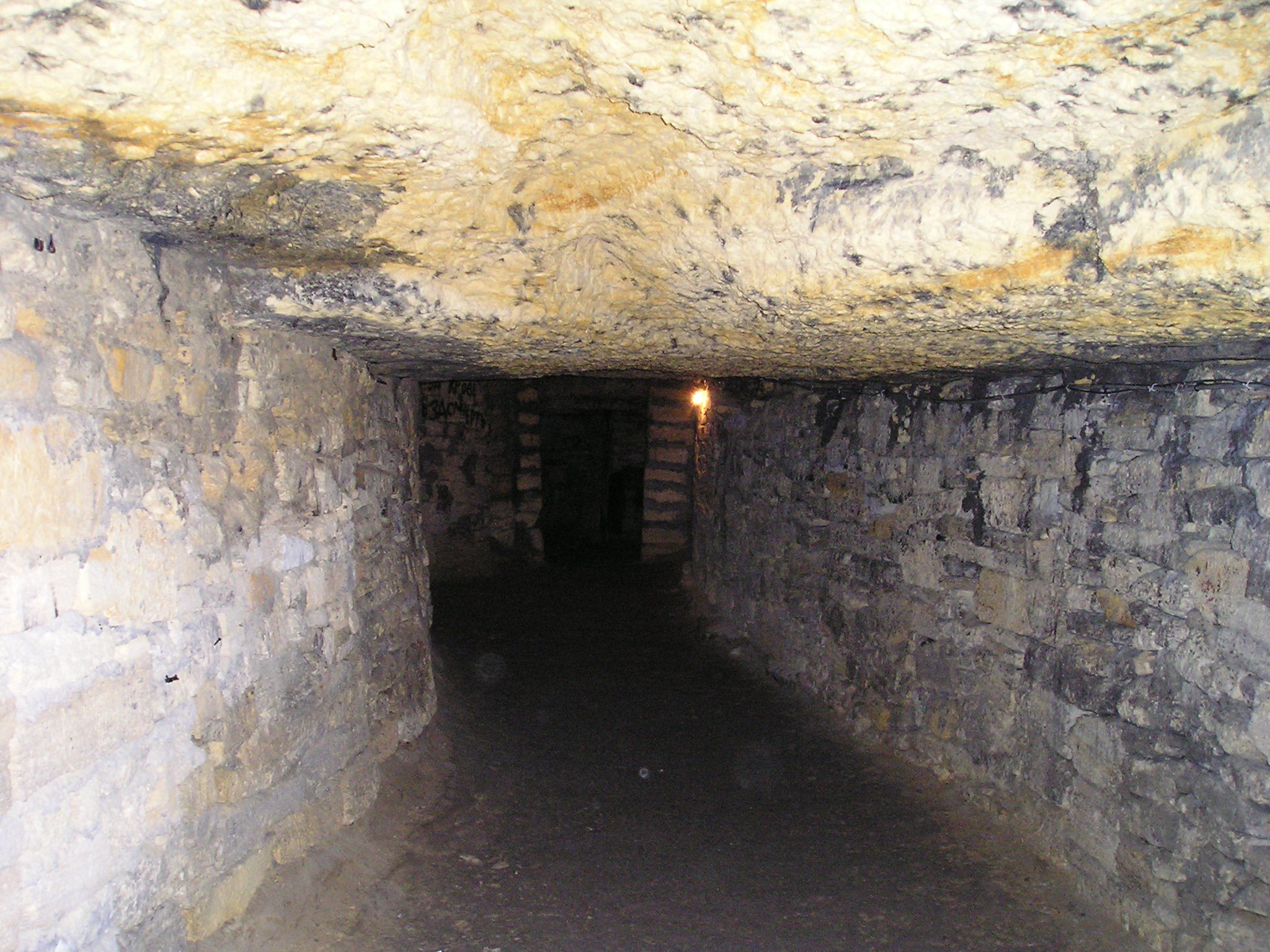
Einstieg in die Katakomben

Die Katakomben von Odessa sind ein etwa 2500 Kilometer langes Tunnelsystem, das sich unterhalb Odessas und bis weit in die Außenbezirke erstreckt.

## Geschichte
Als das heutige Odessa im 19. Jahrhundert angelegt wurde, entnahm man dem Boden Sand- und Kalkstein als billiges Baumaterial, um daraus die neuen Häuser zu bauen. Diese Minen wurden im Laufe der Jahrzehnte mit bis zu 60 Meter Tiefe und drei Ebenen übereinander angeordnet, immer weiter getrieben und ergeben heute die Katakomben und Tunnelsysteme Odessas. Die Katakomben schneiden zum Teil auch natürliche Karsthohlräume an. Nur ein geringer Teil dieser Katakomben kann heute besichtigt werden. In dem nicht vollständig kartierten System, zu dem es insgesamt etwa 1000 Zugänge gibt, kommt es immer wieder zu Todesfällen.

## Museum
Etwa 17 Kilometer außerhalb Odessas (über die Europastraße 95 in circa 25 Minuten mit dem Taxi zu erreichen), in der Nähe des Örtchens Nerubajske (Нерубайське) liegt das „Museum der Heldenhaften Partisanen“. Hier ist einer der wenigen offen zugänglichen Einstiege. Teile des auf mehreren Ebenen angelegten Labyrinths sind von hier aus zu besichtigen. Im Zweiten Weltkrieg versteckte sich hier während der Schlacht um Odessa ein Trupp Partisanen, die gegen die rumänischen Besatzungstruppen und ihre deutschen Unterstützer kämpften. Unter anderem werden das ehemalige Krankenlager, eine Küche und der Kommandoposten der sowjetischen Partisanen gezeigt.

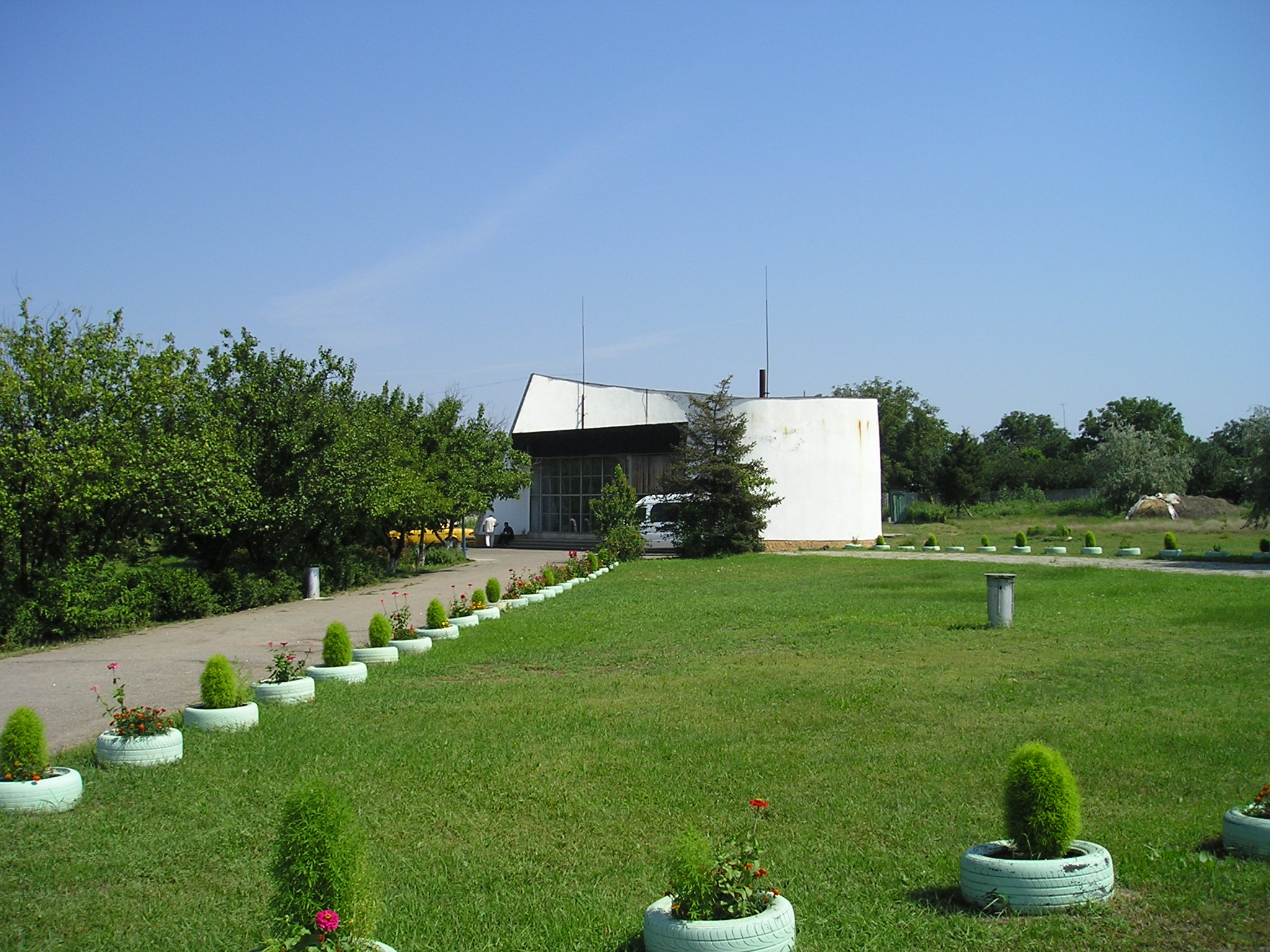
Eingang zum „Museum der Heldenhaften Partisanen“
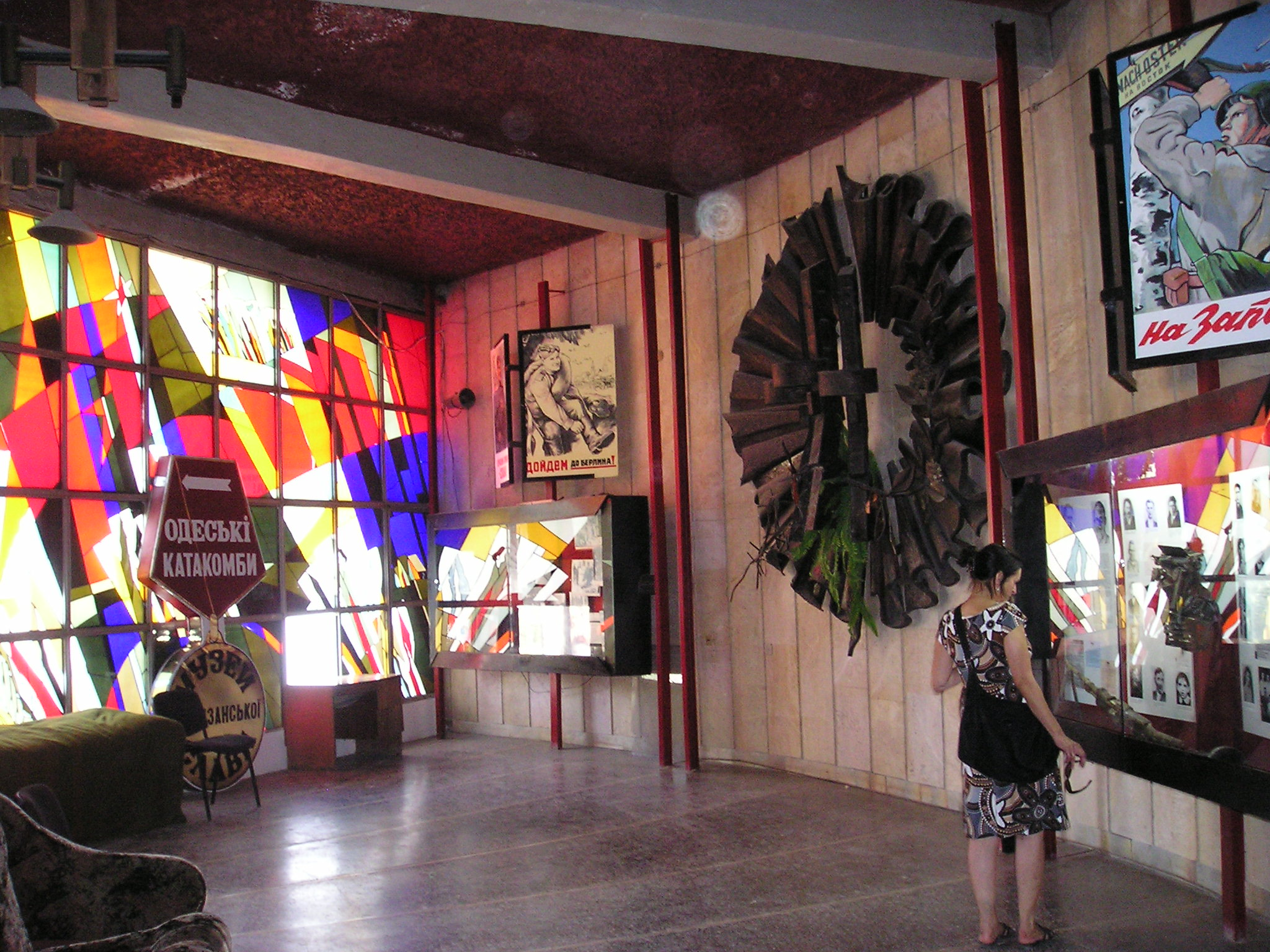
Innenansicht des Museums
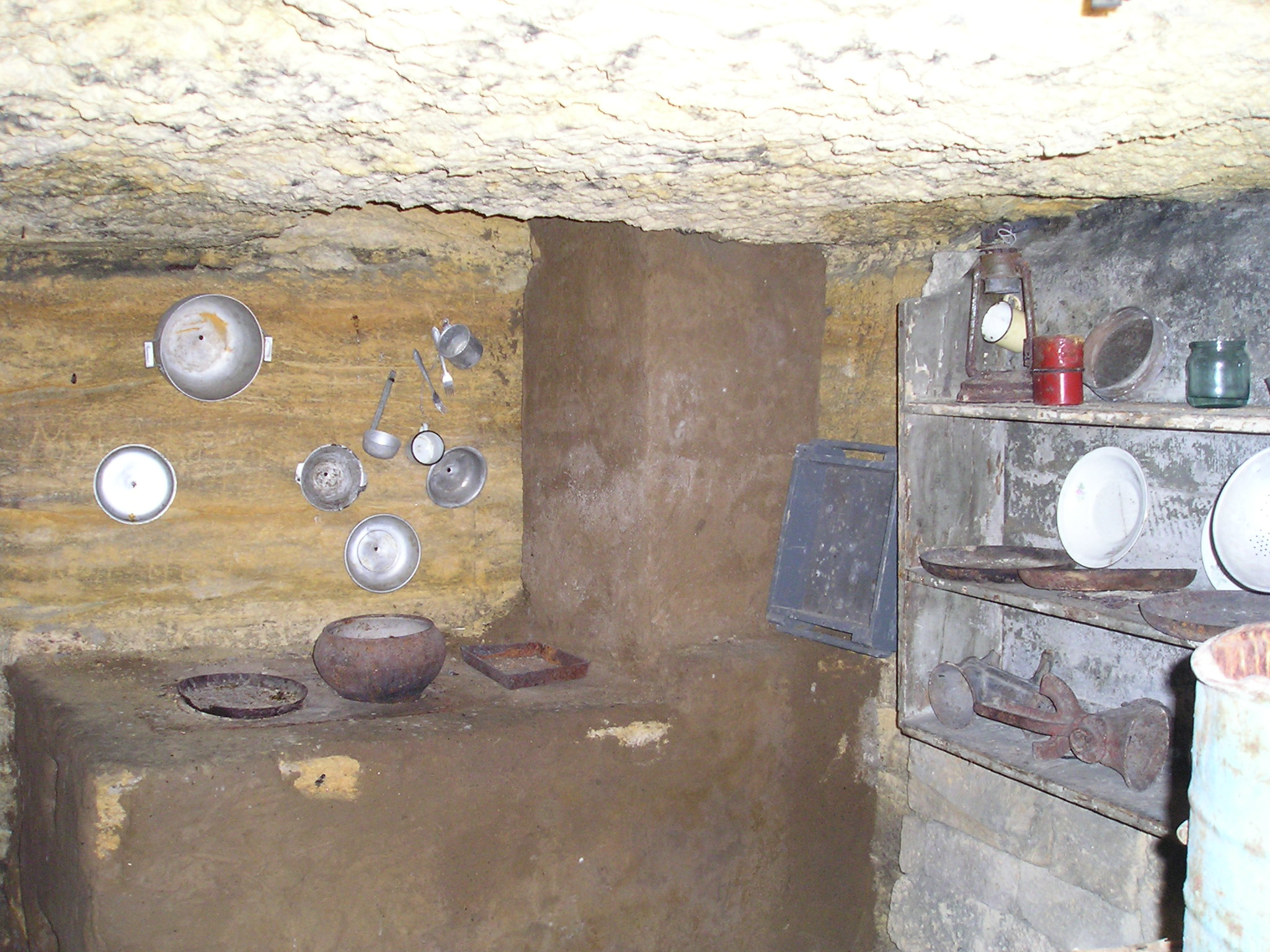
Küche der Partisanen
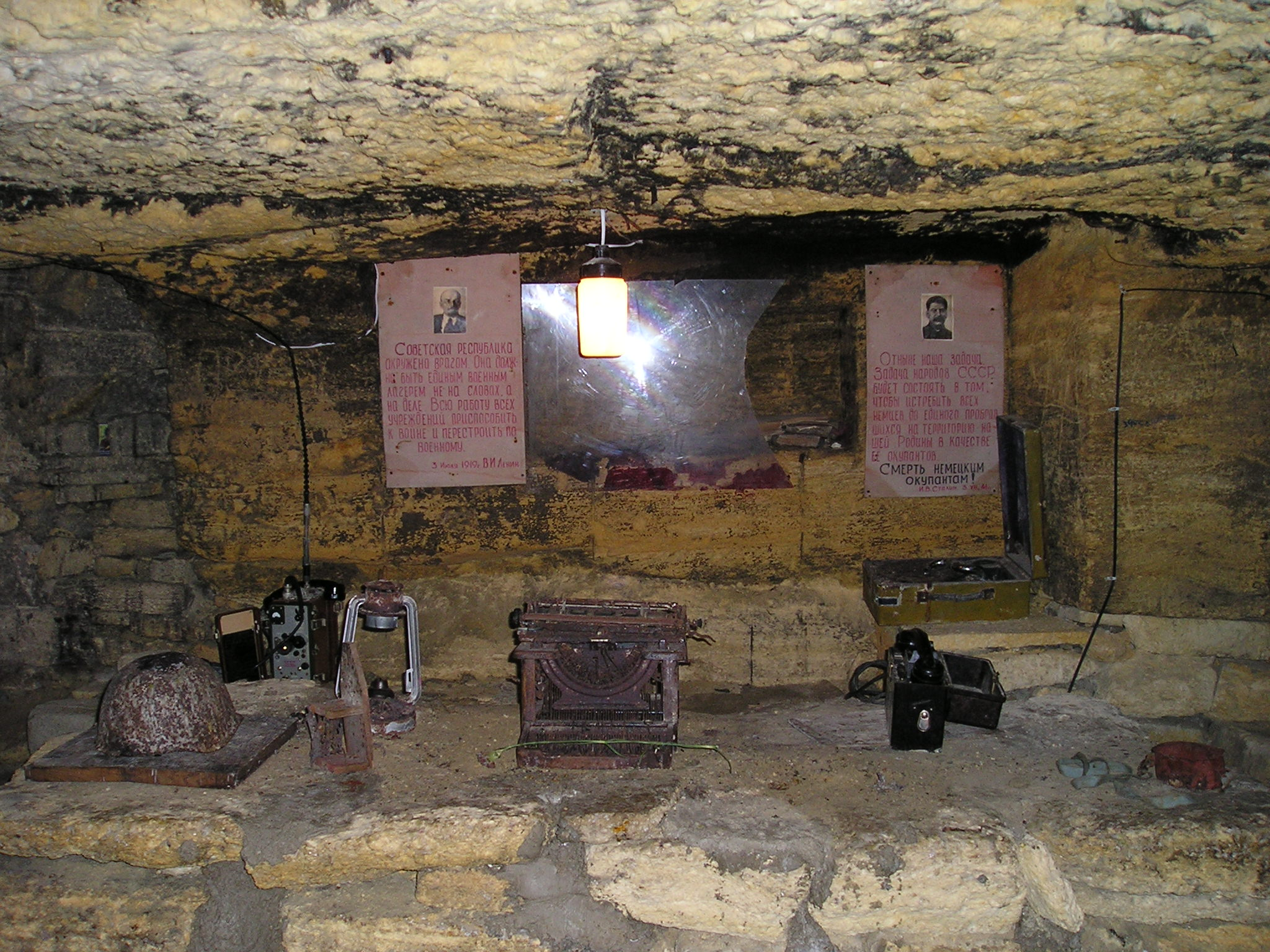
Kommandoposten der Partisanen von Odessa
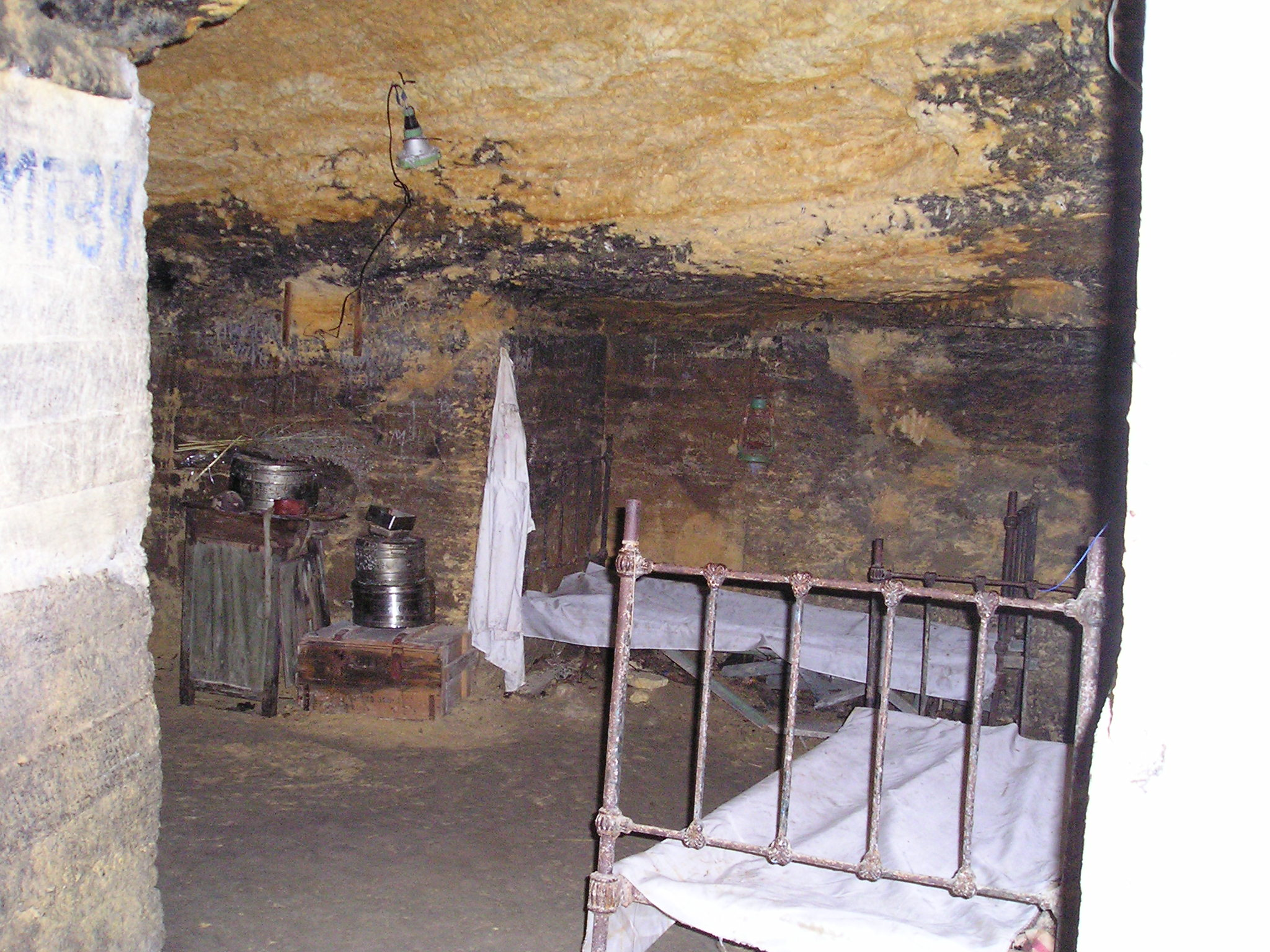
Krankenstation der Partisanen von Odessa
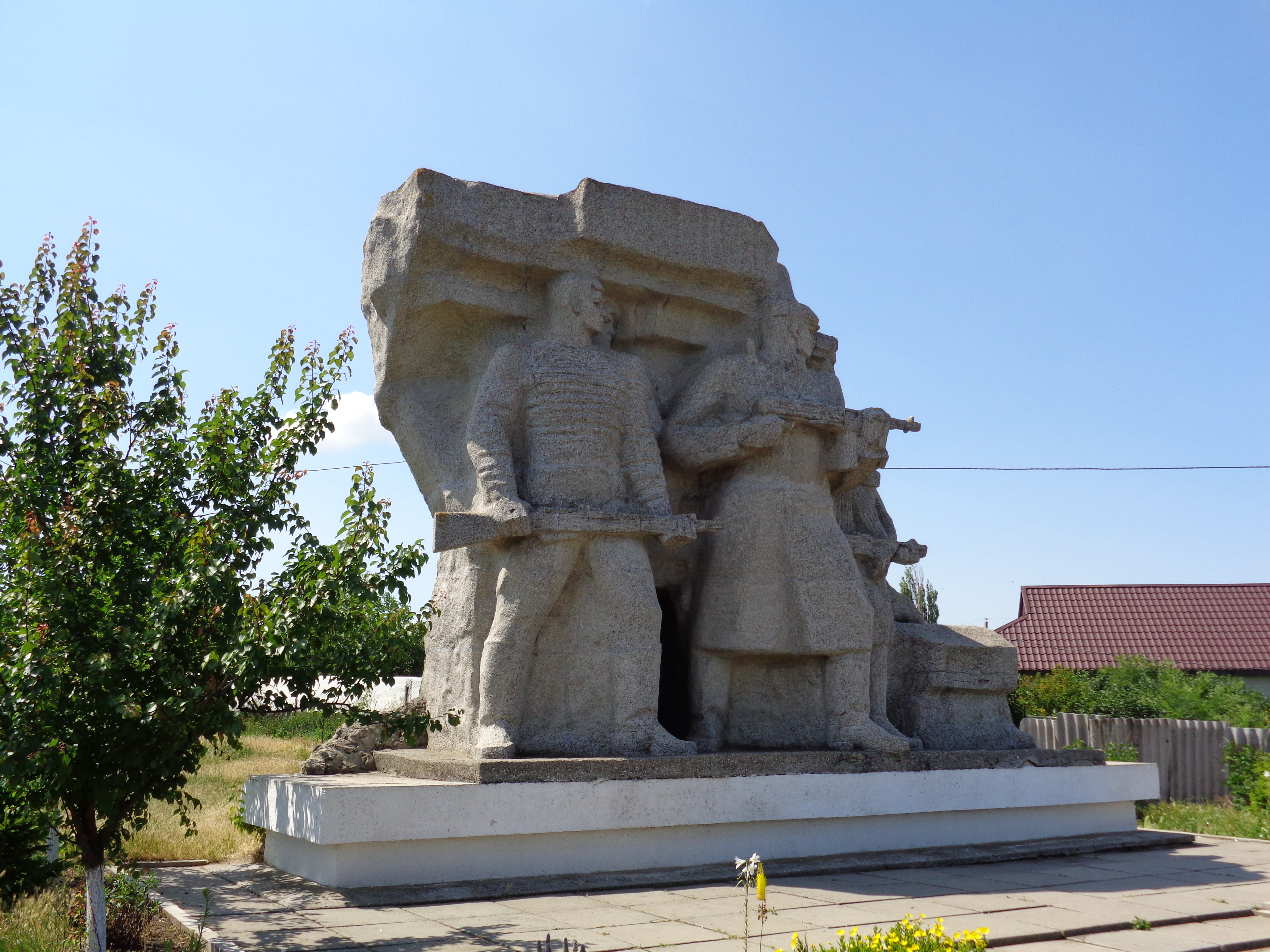
Denkmal zu Ehren der Partisanen von Odessa